# Campinas do Piauí
Campinas do Piauí là một đô thị thuộc bang Piauí, Brasil. Đô thị này có diện tích 796,953 km², dân số năm 2007 là 5582 người, mật độ 7 người/km².